# سیارک ۲۲۳۳۸
سیارک ۲۲۳۳۸ (به انگلیسی: 22338 Janemojo، نامگذاری:1992LE) بیست و دو هزار و سیصد و سی و هشتمین سیارک کشف شده‌است که در ۳ ژوئن ۱۹۹۲ کشف شد.